# Kaspar Weinhart
Kaspar Weinhart, né vers 1530 à Benediktbeuern et mort vers 1597, probablement à Wurtzbourg, est un sculpteur et architecte allemand.

## Biographie
Kaspar Weinhart naît vers 1530 à Benediktbeuern.
Il est convoqué par le margrave Philippe II de Baden à la cour de Baden-Baden comme maître d'œuvre et contremaître des travaux en 1571.
Il travaille au Nouveau Château de Baden-Baden et au château de Dachau (en).
Kaspar Weinhart meurt vers 1597, probablement à Wurtzbourg.